# Mundíuco
Mundíuco (em latim: Mundiuch; em grego: Μουνδίουχος), também chamado de Múndio (em grego: Μούνδιος) ou Mundzuco (em latim: Mundzucus), foi um cã Huno, irmão dos governantes Octar e Ruga e pai de Bleda e Átila. Jordanes na Gética reconta que "por isso Átila foi filho de Mundzuco, cujos irmãos eram Octar e Ruas, que aparentemente teria sido reis antes de Átila, embora não completamente nos mesmos territórios que ele." Conhecido como Bendeguz em húngaro, Mundíuco aparece no hino nacional da Hungria como ancestral dos húngaros.

## Etimologia
O nome é registrado como Mundzuco (em latim: Mundzucus) por Jordanes, Mundíuco por Cassiodoro e Prisco de Pânio (em latim: Mundiucus; em grego: Μουνδίουχος; romaniz.: Moundíouchos) e Múndio (em grego: Μούνδιος; romaniz.: Μούνδιος) por Teófanes de Bizâncio. Gyula Németh e Rásonyi László corretamente viram o nome como uma transcrição do turco munčuq, munʒuq, minʒaq, bunčuq, bonʒuq, mončuq, com dois significados interconectados de "joia, pérola, conta" e "bandeira". Tem simbolismo real e religioso altaico, com uma pérola chamada munčuq representando o sol e a lua, e a gema foi utilizada como florão sobre o mastro da bandeira imperial. A mesma etimologia, numa versão abreviada, é associada ao general gépida Mundo (Μοΰνδο-, Mundo).